# Championnats d'Europe de natation en petit bassin 2013
Navigation
Édition 2012 Édition 2015
La 21e édition des Championnats d'Europe de natation en petit bassin se déroule du 12 au 15 décembre 2013 à Herning au Danemark. C'est la première fois que le pays organise cette compétition annuelle.

## Site
L'ensemble des épreuves se tiennent à la piscine du Jyske Bank Boxen, un complexe multi-flexible de 12 500 places situé à Herning.

## Records internationaux battus ou égalés
- Records du monde
  - 200 m brasse dames :  Yuliya Efimova (2 min 14 s 39)
  - 4 × 50 m 4 nages mixte :  Vitaly Melnikov, Yuliya Efimova, Svetlana Chimrova, Vladimir Morozov (1 min 37 s 63)
  - 4 × 50 m nage libre mixte :  Sergey Fesikov, Vladimir Morozov, Rozaliya Nasretdinova, Veronika Popova (1 min 29 s 53)
- Records d'Europe
  - 200 m papillon dames :  Mireia Belmonte (2 min 1 s 52)
  - 100 m dos dames :  Mie Nielsen (55 s 99)

## Podiums

### Hommes
| Épreuves            | Or                                                                                        | Argent                                                                             | Bronze                                                                                      |
| ------------------- | ----------------------------------------------------------------------------------------- | ---------------------------------------------------------------------------------- | ------------------------------------------------------------------------------------------- |
| Nage libre          |                                                                                           |                                                                                    |                                                                                             |
| 50 m                | Vladimir Morozov Russie 20 s 77                                                           | Marco Orsi Italie 21 s 00                                                          | Andriy Hovorov Ukraine 21 s 17                                                              |
| 100 m               | Vladimir Morozov Russie 45 s 96                                                           | Danila Izotov Russie 46 s 41                                                       | Marco Orsi Italie 46 s 49                                                                   |
| 200 m               | Danila Izotov Russie 1 min 41 s 70                                                        | Nikita Lobintsev Russie 1 min 42 s 33                                              | Dominik Kozma Hongrie Filippo Magnini Italie 1 min 43 s 34                                  |
| 400 m               | Nikita Lobintsev Russie 3 min 39 s 47                                                     | Andrea Mitchell D'Arrigo Italie 3 min 40 s 54                                      | Velimir Stjepanović Serbie 3 min 40 s 91                                                    |
| 1 500 m             | Gergely Gyurta Hongrie 14 min 30 s 26                                                     | Pál Joensen Îles Féroé 14 min 35 s 99                                              | Gabriele Detti Italie 14 min 36 s 43                                                        |
| Papillon            |                                                                                           |                                                                                    |                                                                                             |
| 50 m                | Andriy Hovorov Ukraine 22 s 36                                                            | Steffen Deibler Allemagne 22 s 41                                                  | Yauhen Tsurkin Biélorussie 22 s 45                                                          |
| 100 m               | Yevgeniy Korotychkin Russie 49 s 68                                                       | Jérémy Stravius France 50 s 09                                                     | Steffen Deibler Allemagne 50 s 23                                                           |
| 200 m               | Velimir Stjepanović Serbie 1 min 51 s 27                                                  | Paweł Korzeniowski Pologne 1 min 51 s 36                                           | Nikolay Skvortsov Russie 1 min 51 s 62                                                      |
| Dos                 |                                                                                           |                                                                                    |                                                                                             |
| 50 m                | Jérémy Stravius France 23 s 19                                                            | Christian Diener Allemagne 23 s 38                                                 | Pavel Sankovich Biélorussie 23 s 45                                                         |
| 100 m               | Jérémy Stravius France 49 s 74                                                            | Vitaly Melnikov Russie 50 s 05                                                     | Camille Lacourt France Chris Walker-Hebborn Royaume-Uni 50 s 44                             |
| 200 m               | Radosław Kawęcki Pologne 1 min 49 s 42                                                    | Péter Bernek Hongrie 1 min 50 s 43                                                 | Christian Diener Allemagne 1 min 51 s 40                                                    |
| Brasse              |                                                                                           |                                                                                    |                                                                                             |
| 50 m                | Damir Dugonjič Slovénie 26 s 21                                                           | Giacomo Perez-Dortona France 26 s 55                                               | Barry Murphy Irlande 26 s 56                                                                |
| 100 m               | Dániel Gyurta Hongrie 57 s 08                                                             | Marco Koch Allemagne 57 s 14                                                       | Damir Dugonjič Slovénie 57 s 24                                                             |
| 200 m               | Dániel Gyurta Hongrie 2 min 00 s 72                                                       | Michael Jamieson Royaume-Uni 2 min 01 s 43                                         | Marco Koch Allemagne 2 min 01 s 62                                                          |
| 4 nages             |                                                                                           |                                                                                    |                                                                                             |
| 100 m               | Vladimir Morozov Russie 51 s 20                                                           | Sergey Fesikov Russie 52 s 23                                                      | Stefano Pizzamiglio Italie 52 s 81                                                          |
| 200 m               | Philip Heintz Allemagne 1 min 53 s 98                                                     | Simon Sjödin Suède 1 min 54 s 28                                                   | Diogo Filipe Carvalho Portugal 1 min 54 s 89                                                |
| 400 m               | Dávid Verrasztó Hongrie 4 min 03 s 48                                                     | Gal Nevo Israël 4 min 03 s 50                                                      | Federico Turrini Italie 4 min 03 s 94                                                       |
| Relais              |                                                                                           |                                                                                    |                                                                                             |
| 4 × 50 m nage libre | Russie Vladimir Morozov Sergey Fesikov Evgeny Lagunov Nikita Konovalov 1 min 23 s 36 (RM) | Italie Luca Dotto Federico Bocchia Filippo Magnini Marco Orsi 1 min 24 s 37        | Belgique Jasper Aerents Pieter Timmers François Heersbrandt Yoris Grandjean 1 min 24 s 86   |
| 4 × 50 m 4 nages    | Russie Vitaly Melnikov Oleg Kostin Nikita Konovalov Vladimir Morozov 1 min 32 s 38        | Italie Stefano Pizzamiglio Francesco Di Lecce Piero Codia Marco Orsi 1 min 32 s 83 | Allemagne Christian Diener Hendrik Feldwehr Steffen Deibler Maximilian Oswald 1 min 33 s 06 |

### Femmes
| Épreuves            | Or                                                                                       | Argent                                                                              | Bronze                                                                                            |
| ------------------- | ---------------------------------------------------------------------------------------- | ----------------------------------------------------------------------------------- | ------------------------------------------------------------------------------------------------- |
| Nage libre          |                                                                                          |                                                                                     |                                                                                                   |
| 50 m                | Ranomi Kromowidjojo Pays-Bas 23 s 36                                                     | Sarah Sjöström Suède 23 s 79                                                        | Aliaksandra Herasimenia Biélorussie 23 s 83                                                       |
| 100 m               | Ranomi Kromowidjojo Pays-Bas 51 s 78                                                     | Sarah Sjöström Suède 51 s 99                                                        | Aliaksandra Herasimenia Biélorussie 52 s 34                                                       |
| 200 m               | Federica Pellegrini Italie 1 min 52 s 80                                                 | Charlotte Bonnet France 1 min 53 s 26                                               | Veronika Popova Russie 1 min 53 s 62                                                              |
| 400 m               | Mireia Belmonte Espagne 3 min 56 s 14                                                    | Lotte Friis Danemark 3 min 58 s 35                                                  | Federica Pellegrini Italie 3 min 58 s 90                                                          |
| 800 m               | Mireia Belmonte Espagne 8 min 5 s 18                                                     | Lotte Friis Danemark 8 min 8 s 68                                                   | Sharon van Rouwendaal Pays-Bas 8 min 14 s 24                                                      |
| Papillon            |                                                                                          |                                                                                     |                                                                                                   |
| 50 m                | Sarah Sjöström Suède 24 s 90 (RC)                                                        | Jeanette Ottesen Danemark                                                           | Inge Dekker Pays-Bas                                                                              |
| 100 m               | Sarah Sjöström Suède 55 s 78                                                             | Jemma Lowe Royaume-Uni 56 s 32                                                      | Jeanette Ottesen Danemark 56 s 42                                                                 |
| 200 m               | Mireia Belmonte Espagne 2 min 1 s 52 (RC, RE)                                            | Franziska Hentke Allemagne 2 min 3 s 47                                             | Jemma Lowe Royaume-Uni 2 min 4 s 51                                                               |
| Dos                 |                                                                                          |                                                                                     |                                                                                                   |
| 50 m                | Simona Baumrtová Tchéquie 26 s 26                                                        | Aleksandra Urbańczyk Pologne 26 s 31                                                | Michelle Coleman Suède 26 s 67                                                                    |
| 100 m               | Mie Nielsen Danemark 55 s 99 (RC, RE)                                                    | Simona Baumrtová Tchéquie 56 s 28                                                   | Daryna Zevina Ukraine 56 s 94                                                                     |
| 200 m               | Daryna Zevina Ukraine 2 min 2 s 20                                                       | Simona Baumrtová Tchéquie 2 min 3 s 06                                              | Katinka Hosszú Hongrie 2 min 3 s 81                                                               |
| Brasse              |                                                                                          |                                                                                     |                                                                                                   |
| 50 m                | Yuliya Efimova Russie 29 s 04 (RC)                                                       | Rūta Meilutytė Lituanie 29 s 10                                                     | Moniek Nijhuis Pays-Bas 29 s 79                                                                   |
| 100 m               | Rūta Meilutytė Lituanie 1 min 2 s 92 (RC)                                                | Yuliya Efimova Russie 1 min 2 s 96                                                  | Rikke Møller Pedersen Danemark 1 min 4 s 39                                                       |
| 200 m               | Yuliya Efimova Russie 2 min 14 s 39 (RM)                                                 | Rikke Møller Pedersen Danemark 2 min 15 s 21                                        | Vitalina Simonova Russie 2 min 18 s 88                                                            |
| 4 nages             |                                                                                          |                                                                                     |                                                                                                   |
| 100 m               | Rūta Meilutytė Lituanie 57 s 68 (RC)                                                     | Katinka Hosszú Hongrie 57 s 96                                                      | Siobhan-Marie O'Connor Royaume-Uni 58 s 26                                                        |
| 200 m               | Katinka Hosszú Hongrie 2 min 4 s 33 (RC)                                                 | Siobhan-Marie O'Connor Royaume-Uni 2 min 6 s 73                                     | Sophie Allen Royaume-Uni 2 min 6 s 86                                                             |
| 400 m               | Mireia Belmonte Espagne 4 min 21 s 23 (RC)                                               | Katinka Hosszú Hongrie 4 min 24 s 69                                                | Aimee Wilmott Royaume-Uni 4 min 25 s 37                                                           |
| Relais              |                                                                                          |                                                                                     |                                                                                                   |
| 4 × 50 m nage libre | Danemark Pernille Blume Jeanette Ottesen Kelly Riber Rasmussen Mie Nielsen 1 min 37 s 04 | Suède Michelle Coleman Sarah Sjöström Louise Hansson Magdalena Kuras 1 min 37 s 08  | Russie Rozaliya Nasretdinova Veronika Popova Elizaveta Bazarova Svetlana Knyaginina 1 min 37 s 13 |
| 4 × 50 m 4 nages    | Danemark Mie Nielsen Rikke Møller Pedersen Jeanette Ottesen Pernille Blume 1 min 44 s 81 | Suède Michelle Coleman Jennie Johansson Sarah Sjöström Louise Hansson 1 min 46 s 08 | Royaume-Uni Halsall Francesca Allen Sophie Lowe Jemma O'Connor Siobhan-Marie 1 min 46 s 56        |

### Mixte
| Épreuves            | Or                                                                                              | Argent                                                                           | Bronze                                                                                     |
| ------------------- | ----------------------------------------------------------------------------------------------- | -------------------------------------------------------------------------------- | ------------------------------------------------------------------------------------------ |
| Relais              |                                                                                                 |                                                                                  |                                                                                            |
| 4 × 50 m nage libre | Russie Sergey Fesikov Vladimir Morozov Rozaliya Nasretdinova Veronika Popova 1 min 29 s 53 (RM) | Italie Luca Dotto Marco Orsi Silvia Di Pietro Erika Ferraioli 1 min 30 s 26      | Pays-Bas Inge Dekker Mike Marissen Sebastiaan Verschuren Ranomi Kromowidjojo 1 min 30 s 62 |
| 4 × 50 m 4 nages    | Allemagne Christian Diener Caroline Ruhnau Steffen Deibler Dorothea Brandt 1 min 39 s 32        | Tchéquie Simona Baumrtová Petr Bartůněk Lucie Svěcená Tomáš Plevko 1 min 39 s 54 | Italie Niccolò Bonacchi Francesco Di Lecce Ilaria Bianchi Erika Ferraioli 1 min 39 s 68    |

RC : record des championnats, RE : record d'Europe, RM : record du monde, RN : record national, RP : record personnel

## Tableau des médailles
| Rang  | Nation      | Or | Argent | Bronze | Total |
| ----- | ----------- | -- | ------ | ------ | ----- |
| 1     | Russie      | 11 | 5      | 4      | 20    |
| 2     | Hongrie     | 5  | 3      | 2      | 10    |
| 3     | Espagne     | 4  | 0      | 0      | 4     |
| 4     | Danemark    | 2  | 5      | 2      | 9     |
| 5     | Suède       | 2  | 4      | 2      | 8     |
| 6     | France      | 2  | 3      | 1      | 6     |
| 7     | Lituanie    | 2  | 1      | 0      | 3     |
| 8     | Pays-Bas    | 2  | 0      | 4      | 6     |
| 9     | Ukraine     | 2  | 0      | 2      | 4     |
| 10    | Italie      | 1  | 5      | 6      | 12    |
| 11    | Allemagne   | 1  | 5      | 4      | 10    |
| 12    | Tchéquie    | 1  | 2      | 1      | 4     |
| 13    | Pologne     | 1  | 2      | 0      | 3     |
| 14    | Serbie      | 1  | 0      | 1      | 2     |
| 14    | Slovénie    | 1  | 0      | 1      | 2     |
| 16    | Royaume-Uni | 0  | 3      | 5      | 8     |
| 17    | Îles Féroé  | 0  | 1      | 0      | 1     |
| 17    | Israël      | 0  | 1      | 0      | 1     |
| 19    | Biélorussie | 0  | 0      | 4      | 4     |
| 20    | Portugal    | 0  | 0      | 1      | 1     |
| 20    | Irlande     | 0  | 0      | 1      | 1     |
| 20    | Belgique    | 0  | 0      | 1      | 1     |
| Total | Total       | 40 | 40     | 42     | 120   |